# 戦国策
『戦国策』（せんごくさく）は、中国戦国時代の遊説の士の言説、国策、献策、その他の逸話を国別に分類し、編集した書物（全33篇）。前漢の劉向の編。「戦国時代」という語はこの書に由来する。

## 成立
もともと『国策』『国事』『事語』『短長』『長書』『脩書』といった書物（竹簡）があったが、これを前漢の劉向（紀元前77年～紀元前6年）が33篇の一つの書にまとめ、『戦国策』と名付けた。後漢の建安年間に高誘（こうゆう）がはじめて注釈をつけたが、8篇分しか現存しない。隋〜宋代に異本が多く出て篇数に混乱をきたしたため、唐宋八大家のひとり北宋の曾鞏（そうきょう）が再校訂を行い33篇を復元したが、これが現行テキストの祖本である。曾鞏の系統以外には、宋代の鮑彪（ほうひゅう）が国の分類と年代順序を厳密にし、本文にも大胆な校訂を施した10巻本（括蒼本、鮑彪本）がある。日本に流布してきた伝本は概ねこれを祖本とするものであった。
日本では古くは9世紀後半の藤原佐世『日本国見在書目録』に書名が記録される。江戸時代には広く読まれ、林羅山が訓点本を作成するなど多くの漢学者が校注を施したが、中でも横田惟孝（乾山）の『戦国策正解』が定本となった。
1973年に長沙の馬王堆漢墓・三号墓から出土した帛書（馬王堆帛書）には、『戦国策』の縦横家に関する記述と類似した記述があり、『戦国縦横家書』と名付けられた。墓主の葬は前168年とされるので、劉向の『戦国策』編纂以前の姿が一部見られるようになった。

## 背景
戦国時代 (中国)の時代区分については諸説ある。下限を秦の天下統一の年(BC・222)とすることに異見はないが、上限を趙・魏・韓の三国が晋を三分した年(BC・453)とする説と、趙・魏・韓の三国が周の威列王に依って諸侯と認定された年(BC・403)とする説とがこれである。しかしこれらのことは実際何れとも決め難いことであるので、戦国時代とは、一般に春秋時代(BC・722〜481)に接続する周王朝末期の二百数十年とされる。また、戦国時代という呼称は、春秋時代が、孔子の著したと言われる史書の名『春秋』、 に因んで附けられたように、「戦国策」という書名に拠って附けられたことも注目すべき点である。
春秋時代を経て戦国時代に入ると、周の封建制度が瓦解し、小国は大国に吸収、併呑され各国が領土の獲得に狂奔し、いたるところで侵略戦争が行われていた。しかし、各国は武力での侵略を極力回避した。なぜなら、武力による侵略では勝敗にかかわらず国力の疲労をもたらし、他国に乗ずる隙を与えるからで、西周、宋、衛などの小国はもとより、秦、斉、楚などの大国も、極力、平和的外交手段により打開しようとした。その一方で様々な思想が生まれ、法家の商鞅や儒家の孔子などの学者、思想家や、また諸国を遊説し外交を論じる縦横家（または遊説家）などに活躍の場を与えた。
『戦国策』中で活躍しているのは、概ねこの縦横家（説客）である。

## 評価
『戦国策』の今ひとつの注目すべき点は、文章が優れていることである。このことは漢代の文豪で大史家たる司馬遷の、史記の文章の祖型は、総て『戦国策』に求め得ると評されたり（ただし、司馬遷は劉向に先立つ時代の人であり、『史記』も『戦国策』の編纂に先立つ）、宋の文豪蘇東坡の雄渾な文章は総て『戦国策』に基づくと批評されていることで判る。更に明代の儒者王党が「弁麗横肆、亦た文辞の最」とたたえ、やはり明代の文学者王世貞が「戦国策は文に聖なる者か。その叙事は則ち化工の肖物なり」と絶賛していることを併せ考えると、古来『戦国策』の文章が如何に高く評価されていたかが一層明らかになる。また、特筆すべきは、司馬遷の『史記』中、戦国時代の人物についての資料は、その十中八九が『戦国策』から求められたとされる。この点から見ると『戦国策』は、自ら歴史たるにとどまらず、資料の宝庫であったこともわかる。

## 内容
この『戦国策』の記事は、晋陽の戦いの起こった周の貞定王14年（紀元前455年）から六国が滅亡した秦の始皇26年（紀元前221年）までの230余年にわたる、戦国遊説の士の策謀の辞である。

## 目録
- 東周策
  - 東周
- 西周策
  - 西周
- 秦策
  - 秦一
  - 秦二
  - 秦三
  - 秦四
  - 秦五
- 斉策
  - 斉一
  - 斉二
  - 斉三
  - 斉四
  - 斉五
  - 斉六
- 楚策
  - 楚一
  - 楚二
  - 楚三
  - 楚四
- 趙策
  - 趙一
  - 趙二
  - 趙三
  - 趙四
- 魏策
  - 魏一
  - 魏二
  - 魏三
  - 魏四
- 韓策
  - 韓一
  - 韓二
  - 韓三
- 燕策
  - 燕一
  - 燕二
  - 燕三
- 宋衛策
  - 宋衛
- 中山策
  - 中山

## 日本語訳書籍
- 常石茂 訳『戦国策』 1～11篇。 平凡社東洋文庫、1966年、ISBN 4582800742

常石茂 訳『戦国策』12～22篇。平凡社東洋文庫、1966年、ISBN 4582800866
常石茂 訳『戦国策』23～33篇。平凡社東洋文庫、1967年、ISBN 4582800645。のち各ワイド版、2003年
- 常石茂 訳 『戦国策・国語（抄）・論衡（抄）』 平凡社〈中国古典文学大系 7〉、1972年　ISBN 978-4582312072。東洋文庫版を改訂、現代語訳のみ

常石訳の底本は、曾鞏33篇本系統の『重刻剡川桃氏本戦国策（ジュウコクエンセンヨウシボンセンゴクサク）』同治己巳（1869年）湖北崇文書局刊
- 沢田正熙 訳 『戦国策』 上・下、明徳出版社〈中国古典新書〉、1968-1969年、新版1984年
　ISBN 978-4896192216、ISBN 978-4896192223。117篇の抜粋訳
- 近藤光男 訳・注解 『戦国策　全釈漢文大系 上・中・下』 集英社、1975-1979年　ISBN 4625570476、ISBN 4625570484、ISBN 4625570492
- 近藤光男 訳・注解 『戦国策』 講談社〈中国の古典〉、1987年、ISBN 4061914391。編訳版、全486篇から100篇を選び訳・解説
- 近藤光男 編訳『戦国策』 講談社学術文庫、2005年、ISBN 4061597094。

近藤訳の底本は、士礼居黄氏『重刻剡川姚氏本 戦国策』黄丕烈景刊 嘉慶8年（1803年）
- 林秀一・森熊男・福田襄之介 訳・注解 『戦国策　新釈漢文大系 上・中・下』 明治書院、1977-1988年
　ISBN 978-4625570476、ISBN 978-4625570483、ISBN 978-4625570490
- 『戦国策 新書漢文大系5』 町田静隆編、明治書院、1996年、新版2002年、ISBN 9784625663147。上記の抜粋版

## 注・出典
1. ↑  常石茂訳 中国古典文学大系 7 『戦国策』解説 p.552下段。劉向の序文『戦国策書録』冒頭にいわれがある。 中国語版ウィキソースに本記事に関連した原文があります：戰國策/劉向書錄
2. ↑  2～4、6～10巻。中国古典文学大系 7 p.552下段。
3. ↑  中国古典文学大系 7 p.553上段。
4. ↑  中国古典文学大系 7 『戦国策』解説 p.553上段 。
5. ↑  版本は『漢文大系 第19巻 戦国策正解』、1976年、冨山房、ISBN 4572000816 、増補版 普及版、1984年、横田惟孝注解・安井小太郎補正校訂、ISBN 4572000816 。
6. ↑  中国古典文学大系 7 p.553下段。
7. ↑   中国語版ウィキソースに本記事に関連した原文があります：戰國縱橫家書
8. ↑  近藤光男 編訳『戦国策』解説 p.358 。
9. ↑  大西克也・大櫛敦弘 著『戦国縦横家書』 (馬王堆出土文献訳注叢書)  2015年 東方書店 ISBN 978-4-497-21513-0
10. ↑  澤田正熙『戦国策 上』明徳出版社（原著1968年11月30日）、11頁。
11. ↑  澤田正熙『戦国策 上』明徳出版社（原著1968年11月30日）、23-24頁。